# Saint-Pardoux-Soutiers
Saint-Pardoux-Soutiers est une commune nouvelle française résultant de la fusion — au 1er janvier 2019 — des communes de Saint-Pardoux et Soutiers, située dans le département des Deux-Sèvres, en région Nouvelle-Aquitaine.

## Géographie
Saint-Pardoux-Soutiers est située au centre du département des Deux-Sèvres à 10 km au sud de Parthenay, sous-préfecture de l’arrondissement de la Gâtine. La commune est rattachée au canton de Gâtine et fait partie de la communauté de communes Val-de-Gâtine. Elle est située en plein cœur du projet de parc naturel régional de Gâtine poitevine.

### Géographie Physique
La commune de Saint-Pardoux-Soutiers est située à l'extrême sud du Massif Armoricain, sur les saillants d’orientation sud/sud-est. Elle présente un paysage bocagé avec des vallées assez peu profondes et des hauteurs très arrondies. Ce paysage est caractéristique des pénéplaines dont le socle hercynien et à composante granitique a été fortement érodé. C'est u paysage caractéristique de pénéplaine.
La Gâtine est associée à l’image de château d'eau du Poitou. En effet, les cours d’eau de Gâtine alimentent 5 bassins versants : celui du Thouet, de la Sèvre Niortaise, de la Sèvres Nantaise, de l’Autize et du Clain. La commune est marquée par de nombreuses sources, et les ruisseaux serpentent et sillonnent le territoire pour alimenter plus en aval les rivières comme la Viette ou le Thouet.
On ne trouve pas de Chaos granitiques sur notre commune mais le schiste du sous-sol a servi des siècles durant comme matériau de construction donnant au bâti traditionnel, une allure particulière. Aussi, l’argile se trouve en quantité importante, sur des épaisseurs et des surfaces conséquentes, ce qui a un fort impact sur le paysage où les nombreuses zones humides (nèdes entre autres) ont un caractère environnemental fort, puisque notre commune voit 80 % de son territoire recouper le périmètre de la zone Natura 2000 de la Vallée du Thouet Amont.

### Géographie Administrative
Saint-Pardoux-Soutiers, commune de Gâtine Poitevine, où s’étendent vallées, hauteurs et bocage de Gâtine, se trouve dans la région Poitou-Charentes, au centre des Deux-Sèvres dans l'arrondissement de Parthenay (à 10 km de distance de cette ville).
Avec ses 40 km2, Saint-Pardoux-Soutiers est une commune plus allongée dans l’orientation nord-sud (presque 10 km) que large dans le sens est-ouest (un peu plus de 5 km). Elle partage ses limites administratives avec  les communes Beaulieu sous Parthenay et Vouhé à l’est, Mazières-en-Gâtine, Saint Marc la Lande et La Boissière en Gâtine au sud, Allonne et Azay sur Thouet à l’ouest et Le Tallud au nord.
Saint-Pardoux-Soutiers est caractérisée par un bourg dense, qui concentre les services, à proximité de la route départementale (La Sévrienne - D749), et par son deuxième clocher au cœur du village de Château-Bourdin. On dit aussi qu'elle est la commune au cent villages tant les hameaux et les lieux-dits sont nombreux et approchent ce nombre.

### Climat
Le climat qui caractérise la commune est qualifié, en 2010, de « climat océanique altéré », selon la typologie des climats de la France qui compte alors huit grands types de climats en métropole. En 2020, la commune ressort du même type de climat dans la classification établie par Météo-France, qui ne compte désormais, en première approche, que cinq grands types de climats en métropole. Il s’agit d’une zone de transition entre le climat océanique, le climat de montagne et le climat semi-continental. Les écarts de température entre hiver et été augmentent avec l'éloignement de la mer. La pluviométrie est plus faible qu'en bord de mer, sauf aux abords des reliefs.
Les paramètres climatiques qui ont permis d’établir la typologie de 2010 comportent six variables pour les températures et huit pour les précipitations, dont les valeurs correspondent à la normale 1971-2000. Les sept principales variables caractérisant la commune sont présentées dans l'encadré ci-après.
| Paramètres climatiques communaux sur la période 1971-2000 - Moyenne annuelle de température : 11,4 °C - Nombre de jours avec une température inférieure à −5 °C : 1,9 j - Nombre de jours avec une température supérieure à 30 °C : 4,3 j - Amplitude thermique annuelle : 14,8 °C - Cumuls annuels de précipitation : 1 020 mm - Nombre de jours de précipitation en janvier : 13,1 j - Nombre de jours de précipitation en juillet : 7,4 j |

Avec le changement climatique, ces variables ont évolué. Une étude réalisée en 2014 par la direction générale de l'Énergie et du Climat complétée par des études régionales prévoit en effet que la  température moyenne devrait croître et la pluviométrie moyenne baisser, avec toutefois de fortes variations régionales. Ces changements peuvent être constatés sur la station météorologique de Météo-France la plus proche, « Parthenay_sapc », sur la commune de Parthenay, mise en service en 1993 et qui se trouve à 10 km à vol d'oiseau,, où la température moyenne annuelle est de 12,1 °C et la hauteur de précipitations de 843,1 mm pour la période 1981-2010.
Sur la station météorologique historique la plus proche, « Niort », sur la commune de Niort,  mise en service en 1958 et à 30 km, la température moyenne annuelle évolue de 12,5 °C pour la période 1971-2000 à 12,5 °C pour 1981-2010, puis à 12,8 °C pour 1991-2020.
Avec le changement climatique, ces variables ont évolué. Une étude réalisée en 2014 par la Direction générale de l'Énergie et du Climat complétée par des études régionales prévoit en effet que la  température moyenne devrait croître et la pluviométrie moyenne baisser, avec toutefois de fortes variations régionales. Ces changements peuvent être constatés sur la station météorologique de Météo-France la plus proche, « Parthenay_sapc », sur la commune de Parthenay, mise en service en 1993 et qui se trouve à 10 km à vol d'oiseau,, où la température moyenne annuelle est de 12,1 °C et la hauteur de précipitations de 843,1 mm pour la période 1981-2010.
Sur la station météorologique historique la plus proche, « Niort », sur la commune de Niort, mise en service en 1958 et à 30 km, la température moyenne annuelle évolue de 12,5 °C pour la période 1971-2000 à 12,5 °C pour 1981-2010, puis à 12,8 °C pour 1991-2020.

## Urbanisme

### Typologie
Au 1er janvier 2024, Saint-Pardoux-Soutiers est catégorisée commune rurale à habitat dispersé, selon la nouvelle grille communale de densité à sept niveaux définie par l'Insee en 2022.
Elle est située hors unité urbaine. Par ailleurs la commune fait partie de l'aire d'attraction de Parthenay, dont elle est une commune de la couronne,. Cette aire, qui regroupe 26 communes, est catégorisée dans les aires de moins de 50 000 habitants,.

### Risques majeurs
Le territoire de la commune de Saint-Pardoux-Soutiers est vulnérable à différents aléas naturels : météorologiques (tempête, orage, neige, grand froid, canicule ou sécheresse), inondations, mouvements de terrains et séisme (sismicité modérée). Il est également exposé à un risque technologique, le transport de matières dangereuses, et à un risque particulier : le risque de radon. Un site publié par le BRGM permet d'évaluer simplement et rapidement les risques d'un bien localisé soit par son adresse soit par le numéro de sa parcelle.

#### Risques naturels
Certaines parties du territoire communal sont susceptibles d’être affectées par le risque d’inondation par débordement de cours d'eau, notamment la Viette et l'Autise. La commune a été reconnue en état de catastrophe naturelle au titre des dommages causés par les inondations et coulées de boue survenues en 1982, 1983, 1999 et 2010,.

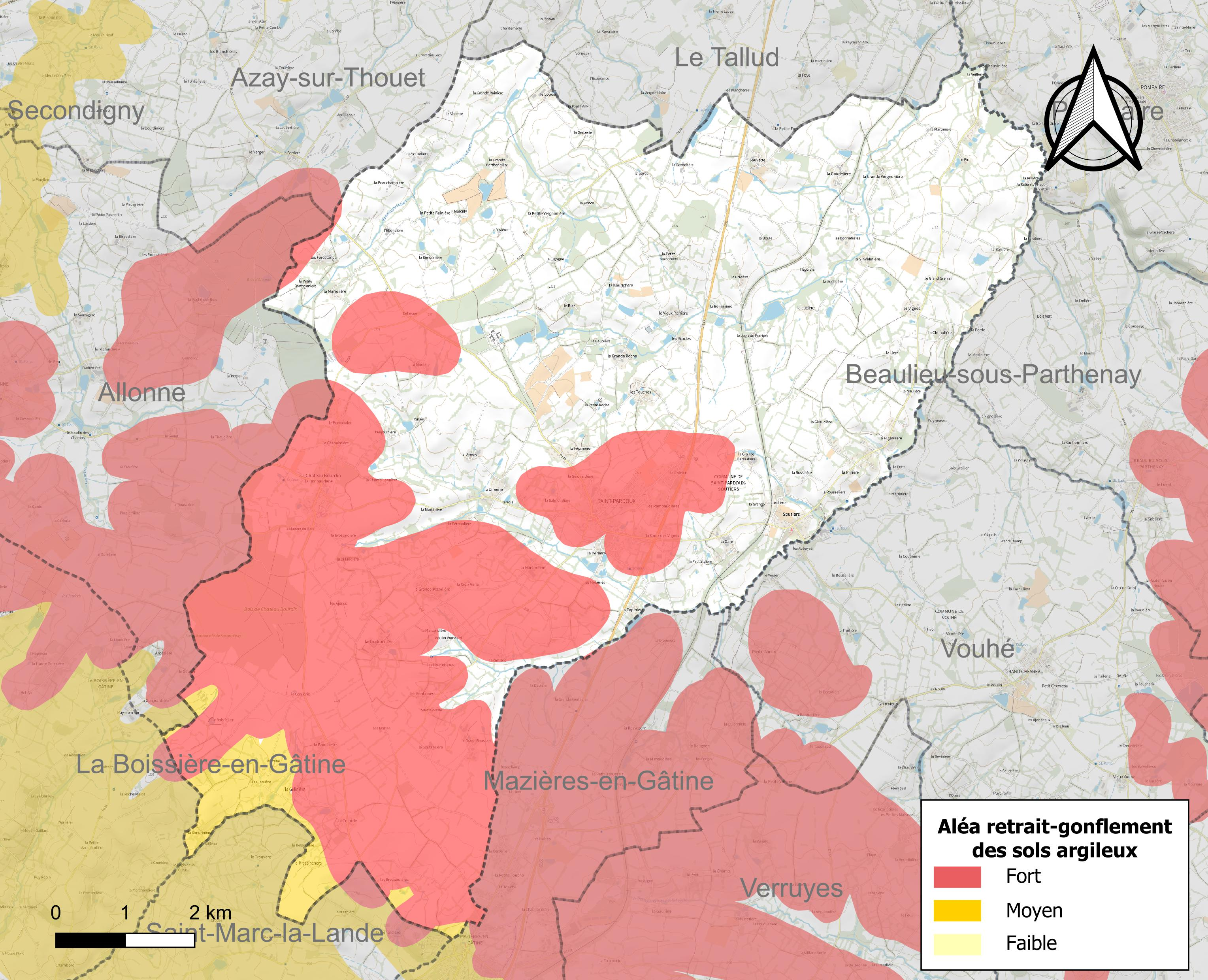
Carte des zones d'aléa retrait-gonflement des sols argileux de Saint-Pardoux-Soutiers.

Les mouvements de terrains susceptibles de se produire sur la commune sont des affaissements et effondrements liés aux cavités souterraines (hors mines) et des tassements différentiels. Afin de mieux appréhender le risque d’affaissement de terrain, un inventaire national permet de localiser les éventuelles cavités souterraines sur la commune. Le retrait-gonflement des sols argileux est susceptible d'engendrer des dommages importants aux bâtiments en cas d’alternance de périodes de sécheresse et de pluie. 38,1 % de la superficie communale est en aléa moyen ou fort (54,9 % au niveau départemental et 48,5 % au niveau national). Depuis le 1er octobre 2020, en application de la loi ELAN, différentes contraintes s'imposent aux vendeurs, maîtres d'ouvrages ou constructeurs de biens situés dans une zone classée en aléa moyen ou fort,.
La commune a été reconnue en état de catastrophe naturelle au titre des dommages causés par la sécheresse en 1989 et 2017 et par des mouvements de terrain en 1999, 2010 et 2011.

#### Risque particulier
Dans plusieurs parties du territoire national, le radon, accumulé dans certains logements ou autres locaux, peut constituer une source significative d’exposition de la population aux rayonnements ionisants. Selon la classification de 2018, la commune de Saint-Pardoux-Soutiers est classée en zone 3, à savoir zone à potentiel radon significatif.

## Histoire
Elle est créée par l'arrêté préfectoral du 1er octobre 2018 avec effet au 1er janvier 2019. 

## Guerre 14/18
- Dossier Victimes guerre 14/18 (1re partie)
- Dossier Victimes guerre 14/18 (2e  partie)
- Dossier Victimes guerre 14/18 (3e  partie)

## Politique et administration

### Communes déléguées
| Nom                   | Code Insee | Intercommunalité | Superficie (km2) | Population (dernière pop. légale) | Densité (hab./km2) |
| --------------------- | ---------- | ---------------- | ---------------- | --------------------------------- | ------------------ |
| Saint-Pardoux (siège) | 79285      | CC Val de Gâtine | 34,24            | 1 600 (2016)                      | 47                 |
| Soutiers              | 79318      | CC Val de Gâtine | 5,43             | 279 (2016)                        | 51                 |

### Liste des maires
| Période | Période | Identité                 | Étiquette | Qualité           |
| ------- | ------- | ------------------------ | --------- | ----------------- |
| 1852    | 1863    | Claude-Édouard IMBERT    |           |                   |
| 1863    | 1876    | Benjamin de la Salinière |           | Propriétaire      |
| 1876    | 1884    | Ernest de LAUZON         |           | Propriétaire      |
| 1884    | 1890    | Conrad de la SALINIERE   |           | Propriétaire      |
| 1890    | 1903    | Henri PELLETIER          |           |                   |
| 1903    | 1904    | Louis GELIN              |           |                   |
| 1904    | 1908    | Henri PELLETIER          |           |                   |
| 1908    | 19..    | Barthélémy GUILBOT       |           |                   |
| 1929    | 19..    | Victor ROUSSEAU          |           |                   |
| 19..    | 1947    | Bernard de la SALINIERE  |           | Propriétaire      |
| 1947    | 1969    | Édouard GUINARD          |           | Agriculteur       |
| 1971    | 1995    | Paul PELLETIER           |           | Boulanger         |
| 1995    | 2014    | Roger PERRIN             |           | Enseignant        |
| 2014    | 2020    | Benoît PIRON             |           | Arboriculteur BIO |
| 2020    | -       | Johann BARANGER          |           | Enseignant        |

## Culture locale et patrimoine

### Lieux et monuments
- Église Saint-Pardoux de Saint-Pardoux.
- Église Notre-Dame-des-Neiges de Château-Bourdin.

### Personnalités liées à la commune
- Joseph-Firmin Cluzeau, né en 1855 aux Bordes de Saint-Pardoux, son père est bordier.

Nommé chanoine en 1912 à Notre-Dame de Niort, il trouva une église en partie effondrée.
Il s’attacha particulièrement à sa remise en état.
Il apporta à l’administration des Beaux-Arts, chargée de la reconstruction, un concours moral et financier important.
Il fut particulièrement apprécié par ses fidèles, il décède à Niort en 1932.
- Édouard GUINARD : Maire de Saint-Pardoux pendant 22 années